# Törökország űrkutatása
Törökország űrkutatása más nemzetekhez hasonlóan a technikai lehetőségek alkalmazására összpontosított. Az űrtechnológiát elsősorban katonai és államigazgatósági célokra (távközlés, térképészet, meteorológia) alkalmazták, majd folyamatosan lehetővé tették a polgári felhasználást (távközlés, meteorológia, oktatás).

## Történelem
Törökország (elsősorban) katonai és polgári űrkutatását állami szervezet, a Tudományos és Műszaki Kutatási Tanács (Bilimsel Türkiye ve Teknik Arastirma Kuruma – TUBITAK) felügyeli, irányítja.

## Együttműködés
- francia hordozóeszközzel emelték magasba az első sikeres török távközlési műholdat,
- 2004. június 15-től van együttműködési megállapodása az Európai Űrügynökséggel (ESA),
- több nemzetközi (katonai) együttműködést kötött műholdjai üzemeltetéséhez (vevő-, adattovábbító állomások),
- Brazíliával kötött kétoldalú együttműködésben (öt munkacsoport) az űrkutatással kapcsolatos eredmények (indítóállomások, műholdak- és szolgáltatásuk, kommunikációs- és Föld megfigyelő űreszközök) adatainak cseréjére, értékelése. Törökország a vezetés és irányítás témakörében a katonai kommunikációra- és navigációra helyezi a hangsúlyt.
- egy  orosz hordozórakéta emelték pályára a BilSat–1-et, az első hazai tudományos űregységet,

### Feladata
- az állami űrkutatás közeli- és távlati elképzelésének kialakítása,
  - távközlési (távoktatási) szükségletek megteremtése,
  - GPS navigáció széles körű alkalmazása,
  - természeti erőforrások feltérképezése,
  - meteorológiai adatszolgáltatás (katasztrófa előrejelzés),
- összefogni, támogatni, nyilvántartani az egyetemi, intézményi bázisok, valamint a hazai ipar tudományos munkáit, fejlesztéseit,
- elősegíteni a nemzetközi egy- és többoldalú kapcsolatokat, a hazai űrkutatás kibontakoztatása érdekében,
- képviseletet biztosítani a nemzetközi szervezetekben,
- kialakítani- és működtetni a hazai űrkutatás infrastruktúráját,

## Műholdak
- Türksat–1A sikertelen pályára állítás,
- Türksat–1B az első sikeresen pályára állított török műhold, kommunikációs űreszköz,
- Türksat–1C távközlési műhold,
- BilSat–1 (Bilten Satellite) az első hazai tudományos Földmegfigyelő miniműholdat,